# Earls Court
Earls Court is een wijk in het Londense bestuurlijke gebied Kensington and Chelsea, in de regio Groot-Londen. In deze wijk ligt het metrostation Earl's Court (met een apostrof) aan de District Line en aan de Piccadilly Line.
De wijk was onder meer bekend door het  in 2014 gesloopte Earls Court Exhibition Centre.